# Heideck
Heideck est une ville allemande située en Moyenne-Franconie (Mittelfranken), en Bavière, environ 35 km au sud de Nuremberg.